# Dallo Stadio Olimpico di Roma
Dallo Stadio Olimpico di Roma è un doppio album dal vivo del 1993 di Amedeo Minghi.
Il disco è stato registrato dal vivo il 25 giugno 1992, durante un concerto in cui erano presenti 25000 persone.
L'unico brano in studio è Notte bella magnifica, presentato da Minghi al Festival di Sanremo di quell'anno.

## Tracce
CD1
1. Notte bella magnifica
2. Mia vita
3. In sogno
4. Per sempre
5. Qualcosa di lei
6. Marì
7. Vicino vicino
8. Vivere vivere
9. Ohi Né

CD2
1. Il perché non so
2. Nenè
3. Primula (testo: Pasquale Panella[1] – musica: Amedeo Minghi)
4. Quando l'estate verrà (testo: Gaio Chiocchio – musica: Amedeo Minghi)
5. Rosa (Amedeo Minghi)
6. Roma
7. L'immenso
8. I ricordi del cuore